# The Chief's Daughter

The Chief's Daughter est un court métrage américain racontant une histoire d'amour, réalisé par D. W. Griffith, sorti le 10 avril 1911 aux États-Unis.

## Distribution
- Francis J. Grandon : Frank le prospecteur
- John Francis Dillon : l'ami de Frank
- Stephanie Longfellow : femme indienne
- Claire McDowell : Susan la fiancée de Frank
- George Nichols : chef indien
- Grace Henderson : dame de compagnie de Susan
- Edward Dillon : le serviteur
- Dell Henderson : le régleur
- Florence Lee : une indienne
- Jeanie Macpherson : une indienne
- Alfred Paget : un indien
- Kate Toncray : une indienne
- Dorothy West : une indienne